# Sam H. Jones

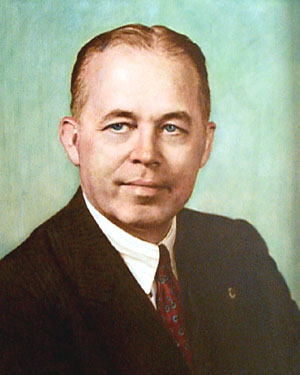
Sam H. Jones

Sam Houston Jones (* 15. Juli 1897 in Merryville, Beauregard Parish, Louisiana; † 8. Februar 1978 in Lake Charles, Louisiana) war ein US-amerikanischer Politiker und von 1940 bis 1944 Gouverneur des Bundesstaates Louisiana.

## Frühe Jahre und politischer Aufstieg
Jones besuchte die Louisiana State University. Dieses Studium musste er aber wegen des Ersten Weltkriegs unterbrechen. An diesem Krieg nahm er als Major einer Infanterieeinheit teil. Nach dem Krieg setzte er seine Ausbildung mit einem Jurastudium fort. Nach seiner Zulassung als Rechtsanwalt übte er seinen neuen Beruf in Lake Charles aus. Jones wurde Mitglied der Demokratischen Partei. Im Jahr 1921 war er Mitglied einer Kommission zur Überarbeitung der Staatsverfassung von Louisiana. Zwischen 1925 und 1934 war er Bezirksstaatsanwalt im 14. Gerichtsbezirk des Staates.

## Hintergrund der Gouverneurswahl von 1940
Im Jahr 1939 gab es innerhalb der Demokratischen Partei eine Faktion, die sich gegen die von Huey Pierce Long und seinem Bruder Earl Long bestimmte Politik wandte. Seit 1928 hatten die Longs das Amt des Gouverneurs entweder selbst inne, oder sie kontrollierten es mit Hilfe eines Vertrauten, der das Amt des Gouverneurs in ihrem Sinne verwaltete. Huey Long war zwar in den US-Senat gewechselt und 1935 ermordet worden, doch seine Faktion kontrollierte weiterhin Louisiana.
Nach dem Rücktritt von Gouverneur Richard W. Leche war 1939 Earl Long zum Gouverneur aufgestiegen. Dieser bewarb sich nun für eine Fortsetzung seiner Amtszeit. In dieser Situation traten die Long-Gegner an Jones heran und baten ihn, gegen Earl Long zu kandidieren. Jones stimmte nach einigem Zögern zu und versprach eine Rückkehr zur Ehrlichkeit nach der Korruption der letzten Jahre, die unter Gouverneur Leche ihren traurigen Höhepunkt erreicht hatte. Es gelang ihm, sich knapp in den Vorwahlen durchzusetzen und dann auch die eigentlichen Wahlen zu gewinnen.

## Gouverneur von Louisiana
Sam Jones trat sein neues Amt am 14. Mai 1940 an. In seiner vierjährigen Amtszeit reformierte Jones die Regierung von Louisiana. Ministerien und Ausschüsse wurden abgeschafft oder zusammengelegt. Dabei entfielen aber auch Stellen im öffentlichen Dienst. Bei der Vergabe von öffentlichen Aufträgen wurden gesetzlich Ausschreibungen vorgeschrieben, um die Korruption zu stoppen. Die Gehälter der Lehrer wurden angehoben und soziale Wohlfahrtsprogramme erstellt. Außerdem wurde die jährliche Registrierungspflicht der Wahlberechtigten abgeschafft. Jones förderte auch den Außenhandel Louisianas.
In seinem Kampf gegen die Anhänger von Earl Long entließ er diese aus dem öffentlichen Dienst und stellte seine Leute dafür ein. Um sich die Unterstützung des früheren Gouverneurs James A. Noe zu sichern, musste er diesem eine gewisse Anzahl von Stellen für Noes Freunde reservieren. Damit stieß er seine Prinzipien um und machte den gleichen Fehler wie die Longs. Der zweite Teil von Jones’ Amtszeit war von den Ereignissen des Zweiten Weltkriegs überschattet, zu dem auch Louisiana seinen Teil beitragen musste. Aufgrund einer Verfassungsklausel durfte Sam Jones 1944 nicht direkt wieder kandidieren. Daher schied er am 9. Mai 1944 aus seinem Amt aus.

## Weiterer Lebenslauf
Im Jahr 1948 unterlag Jones zu seiner großen Enttäuschung bei den Gouverneursvorwahlen ausgerechnet gegen Earl Long. Daraufhin kehrte er nach Lake Charles zurück, um wieder als Anwalt zu arbeiten. Danach war er noch Mitglied in einigen Regierungsausschüssen von Louisiana. Er blieb weiterhin ein entschiedener Gegner von Long. Obwohl Jones weiterhin Demokrat war, entfernte er sich innerlich von der Partei. So unterstützte er bei den Präsidentschaftswahlen des Jahres 1964 Barry Goldwater, den Kandidaten der Republikaner. Sam Jones starb im Jahr 1978. Mit seiner Frau Louise Gambrell Boyer hatte er zwei Kinder. Der Sohn Robert war ebenfalls politisch tätig und von 1968 bis 1972 Abgeordneter im Repräsentantenhaus von Louisiana.